# 墨西哥鹿睛果
墨西哥鹿睛果（Ungnadia speciosa），也叫墨西哥牛眼树（Mexican buckeye），是无患子科鹿睛果属（Ungnadia）的唯一一种，原产于墨西哥北部以及美国得克萨斯州和新墨西哥州南部。属名是为了纪念奥地利的大卫·馮·翁納德（David von Ungnad）男爵，他于1576年将欧洲七叶树带到了维也纳，从而引入西欧。

## 特征
它是一种落叶灌木或小乔木，高不超过25英尺（7.6米）。叶子互生，长5—12英寸（130—300 mm）&，羽状复叶，有5至9个小叶，长3—5英寸（76—127 mm），窄且尖，带有轻微的锯齿。其种子有甜味，但有毒，其叶子也有毒，很少被牲畜啃食，但蜜蜂会采取其花蜜。